# Spyro: Enter the Dragonfly
Vous lisez un « bon article » labellisé en 2025.
Pour les articles homonymes, voir Dragonfly.
Spyro: Enter the Dragonfly est un jeu vidéo de plates-formes développé par les studios californiens Equinoxe Digital Entertainment et Check Six Studios, et édité par Universal Interactive Studios. Il est sorti sur PlayStation 2 et GameCube en novembre 2002. Il s'agit du quatrième opus de la série principale Spyro the Dragon, qui fait suite à Spyro: Year of the Dragon, sorti en 2000 sur PlayStation.
Le scénario met en scène Spyro, un dragon violet, dans sa quête pour retrouver les libellules destinées à devenir les compagnons des jeunes dragons, que Ripto a éparpillées dans les Royaumes des Dragons. Le joueur traverse neuf niveaux afin de les récupérer. Ceux-ci comportent des mini-jeux, dans lesquels Spyro pilote un planeur, un vaisseau spatial, un char ou encore, chevauche une raie manta.
La conception du jeu prend diverses directions au fil du temps : Spyro: Enter the Dragonfly est d'abord pensé comme un épisode plus sérieux et sombre que ses prédécesseurs. Puis, Universal Interactive Studios, le détenteur de la franchise, souhaite une intrigue plus légère impliquant Ripto et Gnasty Gnorc, les antagonistes des deux premiers titres de la série. Spyro est doté de nouveaux souffles, comme l'électricité, la glace et le souffle de bulles. Finalement, le système de jeu comprend un monde principal, entouré d'autres niveaux à explorer, à la manière des niveaux de la série The Legend of Zelda. Le jeu, prévoyant initialement vingt-cinq niveaux, n’en compte finalement que neuf, tandis que le personnage de Gnasty Gnorc est abandonné et que les graphismes sont simplifiés afin d'éviter de faibles cadences d'images par seconde.
À sa sortie, le jeu reçoit un accueil globalement négatif de la part de la presse vidéoludique, qui regrette un système de jeu presque identique à celui des précédents opus de la série, en particulier Spyro: Year of the Dragon, et qu'il innove peu par rapport à d'autres jeux de plates-formes contemporains comme Ratchet and Clank et Sly Raccoon. En outre, les graphismes sont particulièrement critiqués pour leurs nombreux bugs techniques et ralentissements qui nuisent à la fluidité.
Spyro: Enter the Dragonfly est l'unique jeu conçu par Equinoxe Digital Entertainment et Check Six Studios, la série étant confiée à Eurocom pour la production de l'opus suivant, Spyro: A Hero's Tail, en 2004.

## Trame

### Univers
Spyro: Enter the Dragonfly prend pour cadre les Royaumes des Dragons, dans lesquels le héros parcourt des régions diverses comme des îles tropicales, un dojo japonais, des plaines glacées ou encore des fermes situées à la campagne.

### Personnages

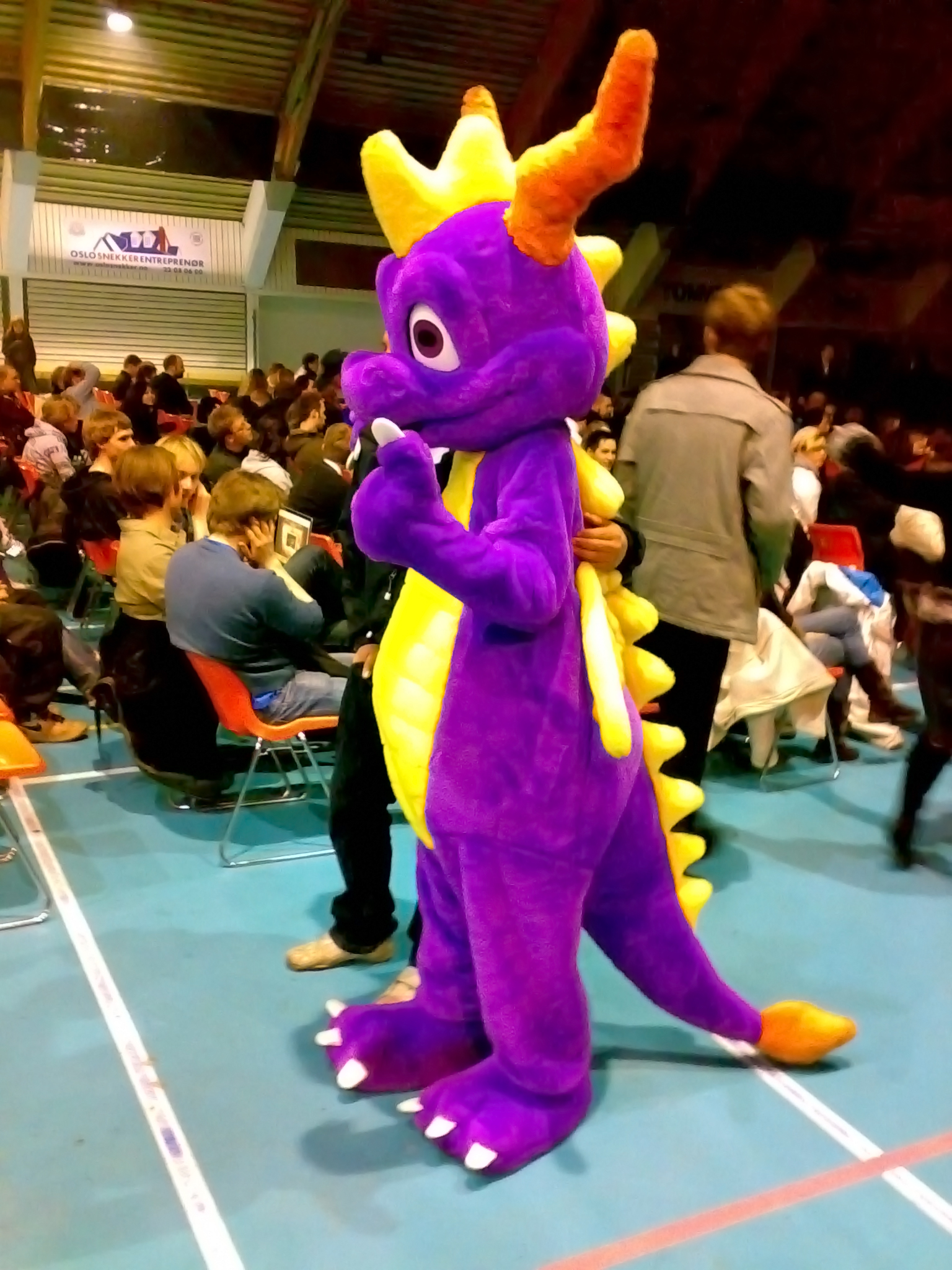
Cosplay de Spyro le dragon, le héros du jeu.

Le héros du jeu est Spyro, un dragon qui doit capturer les libellules éparpillées dans les Royaumes des Dragons puis vaincre Ripto. Spyro est accompagné par son meilleur ami, Sparx la libellule, qui offre de précieux conseils à Spyro, tout en étant très affairé à ramasser les joyaux et en servant d'indicateur de santé au héros,.
L'antagoniste du jeu est Ripto, un crapaud-sorcier aux pouvoirs puissants et maléfiques, qui fait son retour après sa défaite contre Spyro dans Spyro 2: Gateway to Glimmer. Ennemi juré de Spyro, sa cupidité et son désir de pouvoir n'ont d'égal que sa haine envers le héros.
Dans sa quête, Spyro est aidé par plusieurs personnages secondaires. Chasseur est un guépard athlétique, entraîneur personnel de Spyro, que ce soit pour perfectionner ses aptitudes à voler ou à chevaucher une raie manta. Chasseur entretient une romance avec Bianca, une Lapine sorcière empreinte de sagesse et de gentillesse qui enseigne à Spyro la faculté de capturer les libellules. Zoé est une fée, qui sert de point de contrôle au héros. Enfin, Gros-Sous est un ours obsédé par les joyaux et qui aide Spyro à emprunter des chemins vers des zones inaccessibles moyennant une contribution financière,.

### Scénario
Spyro: Enter the Dragonfly s'ouvre lors du festival de l'année du dragon, un important événement lors duquel les jeunes dragons reçoivent une libellule pour les accompagner durant leur vie. La fête est interrompue par l'arrivée de Ripto, l'ennemi principal de Spyro 2: Gateway to Glimmer. Celui-ci lance un sort pour capturer les libellules, mais échoue et les éparpille aux quatre coins des Royaumes des Dragons. Spyro et son compagnon, Sparx la libellule, se charge de retrouver toutes les libellules avant les sbires de Ripto,. Une fois les libellules récupérées par Spyro et que celui-ci a vaincu Ripto, le festival de l'année du dragon reprend son cours et les jeunes dragons se voient attribuer leur compagnon.

## Système de jeu

### Organisation des niveaux
Spyro: Enter the Dragonfly est un jeu vidéo de plates-formes dans lequel le joueur contrôle Spyro le Dragon, dont le principal objectif est de récupérer les 90 libellules éparpillées dans les Royaumes des Dragons. Ces libellules, au nombre de dix par niveau, sont cachées dans les royaumes ou sont données comme récompense par les habitants après que le joueur a accompli certaines tâches, ou encore après la réussite d'un mini-jeu. Les objectifs de Spyro dans chaque niveau sont consultables dans l'« Atlas », un livre qui recense le nombre de libellules à capturer et le nombre de joyaux à ramasser,.
Les royaumes sont reliés entre eux par un monde principal, un lieu où sont disséminés des portails permettant d'accéder à chaque niveau. Pour activer chaque portail, le joueur doit capturer un nombre requis de libellules. Dans chaque niveau se trouve également un portail de sortie permettant de revenir au monde principal une fois la mission principale du niveau accomplie. Les niveaux possèdent également des portails de défis : ils mènent le joueur vers des zones annexes où des libellules peuvent être obtenues via des mini-jeux, dans lesquels Spyro pilote un planeur, un vaisseau spatial, un char, ou encore chevauche une raie manta.
Parmi les mini-jeux, Spyro trouve deux circuits, où il doit réaliser deux épreuves : une course contre-la-montre où il doit ramasser des joyaux en détruisant des obstacles, et une course contre les habitants du circuit tout en passant dans des anneaux.
Les joyaux constituent la monnaie du jeu. Ces derniers, au total de 7 000, sont disséminés dans les quatre coins des Royaumes des Dragons de différentes façons : ils jonchent le sol ou peuvent être cachés dans des pots, des paniers, voire des statuettes et des ruches dans certains niveaux. Chaque niveau contient un nombre variable de joyaux (de 600 à 900 unités), qui ont une valeur définie : les rouges ont une valeur égale à un, les verts ont une valeur de deux, les bleus ont une valeur de cinq et les jaunes ont une valeur de vingt-cinq joyaux,. Les joyaux permettent au joueur d'accéder à de nouvelles zones dans les niveaux.

### Capacités de Spyro
Spyro peut cracher du feu, tirer des projectiles après les avoir ramassés, charger ou encore donner un coup de tête. Ces capacités servent notamment à attaquer les ennemis. Il possède également des capacités lui permettant de se déplacer, comme sauter, planer et atterrir à la fin d'un vol. Il peut aussi nager et charger sous l'eau, et monter et descendre une échelle,.
Dans cet opus, Spyro bénéficie de nouvelles capacités : elles s'obtiennent en récupérant dans certains niveaux une rune qu'il faut ensuite déposer devant la statue du dragon située dans le niveau principal. Ainsi, le souffle de bulles, le seul qui est inoffensif face aux ennemis, permet de capturer les libellules ; le souffle électrique permet d'activer des générateurs ; le souffle de glace peut transformer les ennemis en blocs de glace sur lesquels le héros peut sauter pour atteindre des lieux autrement inaccessibles. Enfin, le bouclier dragon offre la possibilité à Spyro de rabattre ses ailes devant lui afin de se protéger des projectiles ennemis, excepté les rayons laser,.

### Système de santé
Spyro commence le jeu avec cinq vies et quatre points de santé, ces derniers étant indiqués par Sparx. En effet, si celui-ci est de couleur or, la santé du duo est au maximum, si Sparx est bleu, elle est moyenne et s'il est vert, elle est minime. Si Spyro prend un coup lorsque Sparx est vert, ce dernier disparaît, alors la prochaine attaque infligée à Spyro lui ôtera une vie. Une vie peut être aussi perdue en tombant dans un trou ou dans la lave. Dans chacun de ces cas, Spyro est ramené à l'endroit où il a rencontré Zoé pour la dernière fois. Lorsque toutes les vies sont perdues, la partie est terminée. Cependant, la partie peut être reprise lorsque l'écran de fin de partie apparaît. Le joueur reprend à partir du niveau où il a perdu sa dernière vie,.
Afin de gagner des vies, Spyro peut enflammer ou charger des petits animaux, comme des canards, des grenouilles, des moutons ou des lapins, qui se déplacent librement dans chaque niveau. Une fois qu'un animal est attrapé, un papillon apparaît permettant à Sparx de retrouver un point de santé. Lorsque Spyro attrape dix animaux, il gagne une vie. Il arrive au duo de trouver de façon exceptionnelle des bouteilles renfermant un papillon brillant. Spyro n'a alors plus qu'à casser la bouteille pour gagner une vie et permettre à Sparx de retrouver sa santé maximum. Enfin, il est possible de gagner une vie en obtenant un point d'aptitude via une action secrète que Spyro doit effectuer dans certains niveaux,.

## Développement

### Conception
Après avoir terminé le développement des trois premiers jeux de la série Spyro the Dragon pour PlayStation, le studio américain Insomniac Games se retire de la production de cette franchise afin de se consacrer au développement de la série de jeux Ratchet and Clank. En avril 2000 expire l'accord d'édition entre Sony Computer Entertainment et Universal Interactive Studios qui prévoyait une publication exclusive sur PlayStation. Universal s'associe alors avec Havas Interactive et annonce son intention de proposer un jeu Spyro sur Xbox, PlayStation 2, PC et Game Boy Advance pour le printemps 2002,. Universal engage deux studios installés en Californie pour développer ce nouvel opus : Equinoxe Digital Entertainment, en charge des graphismes, et Check Six Studios, chargé de la conception et de la programmation du jeu. Quelques mois après le début de la conception du jeu, les deux studios emménagent dans des bureaux communs, dans le quartier de Venice à Los Angeles,.
Joel Goodsell, un concepteur de jeux qui avait travaillé sur les titres Gargoyles et Toy Story 2 : Buzz l'Éclair à la rescousse ! développés par Disney Interactive Studios, rejoint le projet après avoir vu une démo technique du nouvel opus de la série Spyro. Goodsell, qui officie en tant que chef de projet, bien que non crédité dans le produit final, estime que Spyro a besoin d'une « mise à jour de ton » en passant de la PS1 à la PS2. Les développeurs créent d'abord un jeu à l'atmosphère plus sombre et adulte, en intégrant des visuels steampunk dans la conception et le design, et avec un boss sérieux et une fin introspective. C'est lors de cette phase de conception qu'est imaginé le personnage secondaire d'Ember le dragon, qui apparaît finalement dans Spyro: A Hero's Tail. Le gameplay du jeu comprend le souffle de feu, le souffle de glace et le souffle électrique. Universal trouve l'ambiance du jeu trop lourde : les visuels steampunk, l'antagoniste principal et la fin du jeu sont abandonnés au profit d'une atmosphère plus familière à la série, avec des ennemis « mignons mais incompris ». Ricci Rukavina, producteur chez Universal, devient alors l'interlocuteur privilégié de l'équipe de développement. À ce moment, les niveaux Dojo des Libellules, Nuage 9, Monastère des Singes, Antre des Voleurs sont en cours de conception. Avec le recul, Joel Goodsell estime que cette première version du jeu était trop ambitieuse pour l'équipe de développement compte tenu de son inexpérience et du délai imposé pour sa conception, soit les fêtes de fin d'année 2002.
Un mois après le début du développement du jeu, Universal réclame une histoire impliquant Gnasty Gnorc et Ripto, respectivement les antagonistes principaux de Spyro the Dragon et Spyro 2: Gateway to Glimmer. L'histoire et le design du jeu sont repensés autour d'une intrigue fondée sur la libération de bébés libellules capturés par les antagonistes. Cette deuxième version est imaginée durant cinq mois avant sa présentation à Universal, qui trouve qu'il ne s'agit que d'un design « standard » et se demande ce qu'il a de « spécial ». C'est au cours de cette phase du développement que sont imaginés les niveaux L'Île du Luau, Marais à Miel, Jungle Jurassique et Champs à Cercles, mais aussi un niveau abandonné dans la version finale du jeu, intitulé Forêt Enchantée, où Spyro évolue, entouré de porcs-épics portant des tartans, sur des plates-formes situées au dessus du sol, entre des séquoias géants. 
À ce moment-là, entre un tiers et la moitié des niveaux du jeu sont conçus. Equinoxe Digital Entertainment et Check Six Studios sont contractuellement obligés de fournir un design de jeu qu'approuverait Universal, qu'il soit effectivement livré dans la version finale du jeu ou non. Néanmoins, Ricci Rukavina demande que le prochain design de jeu ressemble à la deuxième version. Joel Goodsell, certain que la troisième version du design du jeu ne sera pas étudiée attentivement par Universal, imagine une conception des niveaux inspirés de The Legend of Zelda, avec un niveau central, un monde ouvert environnant avec des saisons changeantes, tout en conservant l'intrigue autour des libellules, avec Gnasty Gnorc et Ripto en tant qu'antagonistes. Cette troisième version est approuvée par Universal en janvier 2002.
Le moteur de jeu développé par Check Six Studios souffre de défauts de conception. Au début de la production du jeu, le niveau principal de Spyro: Enter the Dragonfly bénéficie d'un cycle jour-nuit et de shaders du ciel et de l'eau « incroyables » d'après Joel Goodsell, mais le jeu tourne à de faibles cadences d'image. Ces fonctionnalités sont alors supprimées, les graphismes et les visuels simplifiés au point que ceux-ci ne soient plus aussi impressionnants qu'espéré pour la PlayStation 2, mais le jeu souffre toujours de ralentissements. Les relations entre Equinoxe Digital Entertainment et Check Six Studios se dégradent au point qu'un jour, les employés des deux studios sont invités à rentrer chez eux, le projet étant « mort ». Warren Davis, coordonnateur de projet de Check Six Studios, réunit les dirigeants des deux studios et les convainc de poursuivre le développement du jeu. Goodsell estime que la nomination de deux directeurs, dont Ricci Rukavina d'Universal Interactive Studios, a nui au moral de l'équipe et a pesé sur les ressources financières limitées de Check Six Studios.

### Version de démonstration
Une version de Spyro: Enter the Dragonfly achevée à 40 % est présentée au grand public lors de l'Electronic Entertainment Expo 2002, organisé du 21 au 24 mai à Los Angeles. Le jeu affiche des rendus graphiques beaucoup plus nets et précis que ses prédécesseurs : le personnage de Spyro est composé de 5 000 polygones et dispose de nombreuses expressions faciales qui mettent en valeur sa personnalité. Le jeu affiche une cadence de soixante images par seconde, avec des effets d'éclairage dynamique, des effets de particules pour les chutes de neige, une couche de brouillard à moyenne altitude et le reflet de Spyro lorsque celui-ci marche sur des lacs gelés. Les éléments de réflexion qu'impliquent la possibilité de geler les ennemis rappellent le système de jeu de la série Metroid,. Ricci Rukavina, directeur créatif du jeu, annonce la présence de vingt-cinq niveaux. Il déclare : « Notre objectif principal pour Spyro : Enter the Dragonfly est de faire une transition très douce de l'ancienne console PS1 à une console plus évoluée et de proposer une expérience Spyro traditionnelle tout en ajoutant des fonctionnalités plus poussées, ce que la PS2 nous permet de faire ».
Une version plus avancée de Spyro: Enter the Dragonfly est ensuite dévoilée à l'occasion du European Computer Trade Show, organisé du 29 au 31 août à Londres. Il est alors annoncé que le jeu présente huit niveaux et seize mini-jeux, dont un Jacques a dit inspiré de PaRappa the Rapper et un mini-jeu d'escalade proche de Crazy Climber. Gnasty Gnorc est abandonné en raison de contraintes liées aux délais de publication du jeu.

### Bande son

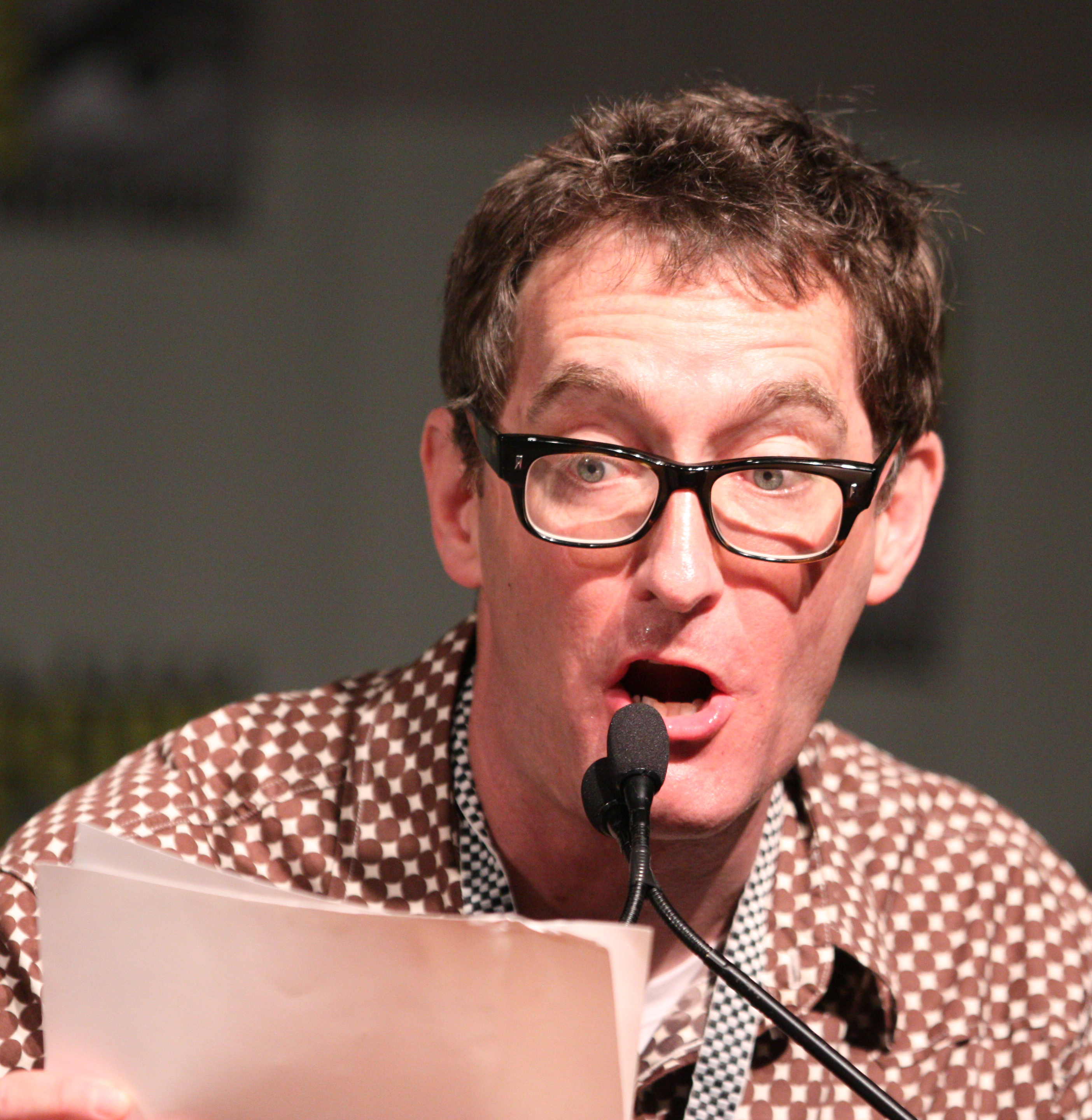
Tom Kenny (ici en 2010), la voix américaine de Spyro.

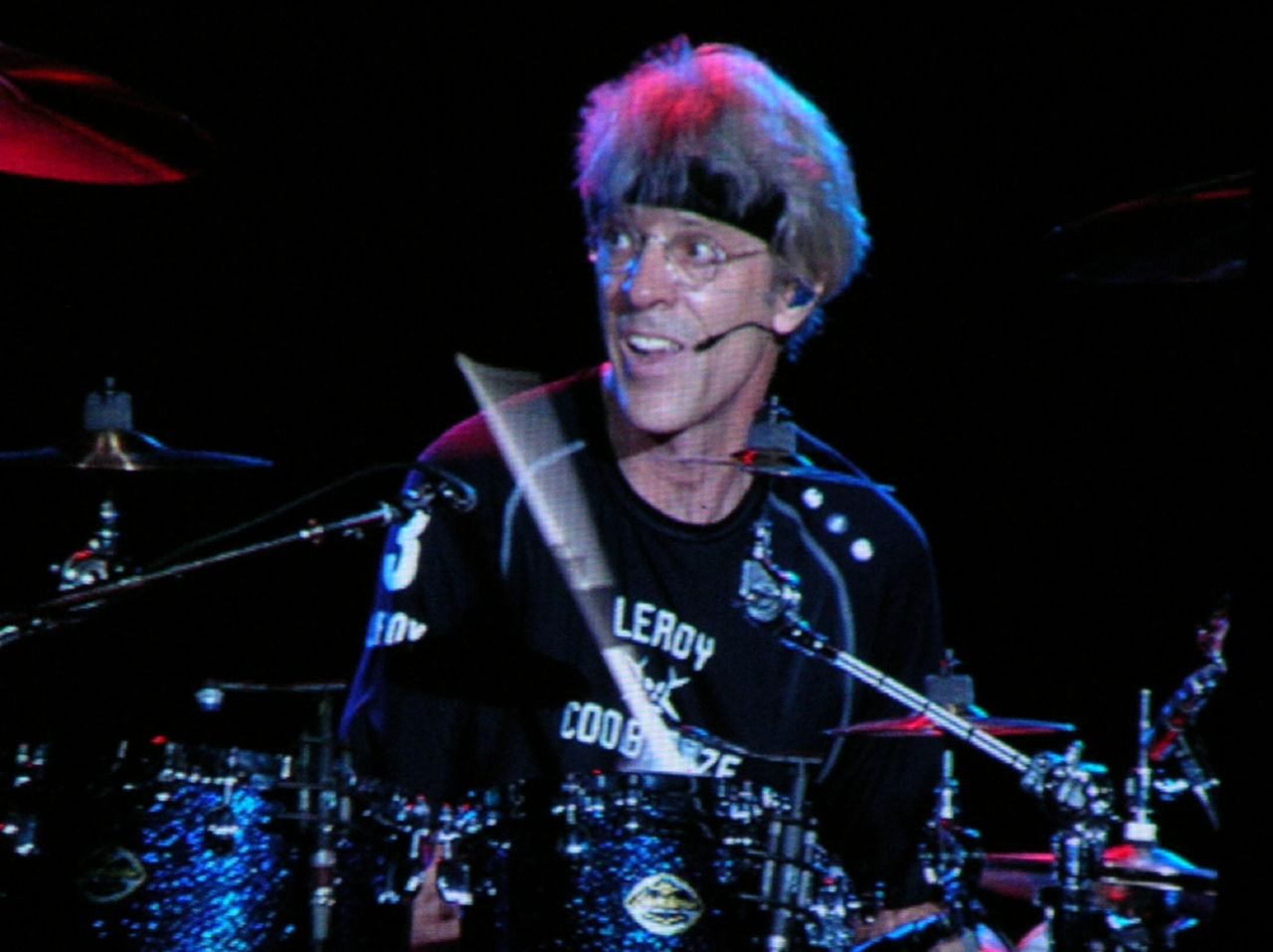
Stewart Copeland (ici en 2007), le batteur du groupe The Police, est le compositeur de la bande son du jeu.

La bande son du jeu est composée par Stewart Copeland, batteur du groupe The Police, qui est également à l'origine de la musique des précédents opus de la saga Spyro the Dragon. Dans un entretien, Stewart Copeland explique pourquoi Spyro: Enter the Dragonfly est le dernier titre de la série sur lequel il a travaillé : « Je me souviens que l'équipe est venue pour créer le matériel promotionnel d'Enter the Dragonfly. Ils m'ont montré une publicité qu'ils avaient, que je n'ai même pas reconnue comme étant Spyro. C'était sur le thème de la country et du western, et je pense que c'est là que la divergence s'est produite pour moi. Nous n'étions plus sur la même longueur d'onde ».
Dans la version anglophone du jeu, Tom Kenny assure la voix de Spyro, tandis que Gregg Berger assure les voix du Chasseur, Ripto, Crush et Gulp. Sparx et la plupart des libellules du jeu sont doublés par André Sogliuzzo. Neil Ross, Carolyn Lawrence et Pamela Hayden interprètent respectivement les voix de Gros-Sous, Zoé et Bianca. Les voix additionnelles sont assurées par l'ensemble de ces acteurs ainsi que par Billy West et Jeannie Elias.

## Commercialisation
La version pour PlayStation 2 de Spyro: Enter the Dragonfly est annoncée à la presse spécialisée le 19 février 2002 à l'occasion de la première édition d'un salon organisé par Vivendi Universal Games, au château de Méry-sur-Oise, en France. Son président, Jim Wilson, déclare : « Après avoir vendu plus de 11 millions d'exemplaires dans le monde sur deux plates-formes, Spyro atteint de nouveaux sommets en matière de jeu d'aventure sur une console de nouvelle génération. Spyro: Enter the Dragonfly sur PlayStation 2 offrira l'expérience de jeu Spyro la plus approfondie et la plus sophistiquée à ce jour ».
Le portage du jeu sur GameCube, identique à la version pour PlayStation 2, est annoncé par Vivendi Universal Games le 9 juillet 2002, pour une sortie « quasi-simultanée ». Jim Wilson justifie cette publication par le succès dont a bénéficié Spyro: Season of Ice, le premier opus de la série à être publié sur Game Boy Advance, la console portable de Nintendo, en 2001,.
Spyro: Enter the Dragonfly paraît sur PlayStation 2 aux États-Unis le 5 novembre 2002, puis le 29 novembre en Europe,. Le portage pour GameCube est commercialisé aux États-Unis le 20 novembre 2002, puis le 29 novembre en Europe,. Il est réédité dans la gamme Player's Choice (Le Choix des joueurs) sur GameCube le 22 octobre 2004 en Europe.

## Accueil

### Critiques générales
Spyro: Enter the Dragonfly reçoit des critiques très négatives de la part de la presse spécialisée. Jean-Marc Wallimann du site francophone Jeuxvideo.com déplore « un Spyro pantouflard et sans grandes idées », dont la « réalisation n'est plus ce qu'elle était et pâtit aujourd'hui de graves ralentissements qui demandent un réel effort visuel au joueur pour suivre le dragon ». Le mensuel français Consoles + évoque « une réalisation tout juste acceptable » et estime que « bâcler le travail pour être dans les bacs à Noël peut couler un jeu ». Matthew Gallant, pour le site américain GameSpot, regrette un titre que « même les plus grands fans de Spyro auront du mal à apprécier », pointant du doigt « un jeu plus lent, plus court (10 heures) et globalement moins agréable, sans parler des bugs ». Gary Steinman, journaliste pour l'Official U.S. PlayStation Magazine, estime que les fans de la série Spyro the Dragon « seront les plus déçus » par cet opus, bien que les enfants, le principal public cible de ce jeu, pourraient y trouver leur compte, un avis partagé par Mike Jackson pour l'Official Nintendo Magazine, qui explique qu'il ne s'agit « pas d'un mauvais jeu ». Gary Steinman, à l'instar de Douglass C. Perry, pour le site IGN, jugent que Spyro: Enter the Dragonfly, bien qu'au dessus de la moyenne, « ne fait pas le poids » face à Ratchet and Clank et Sly Raccoon, ni même face à Ty, le tigre de Tasmanie,,. Dans sa critique du portage du jeu sur GameCube, le magazine américain Game Informer remarque que l'intérêt pour la sortie de cet opus a diminué avec le temps, au point qu'il n'est plus possible de « parler de l'une des plus grandes déceptions de l'année ». Souffrant des mêmes problèmes que la version sur PlayStation 2, Spyro est passé de « roi des plates-formes à mascotte écrasée sur la route », dont il est « dans votre intérêt de détourner le regard et de laisser votre ami violet mourir en paix ».

### Critiques dugameplay
Le système de jeu de Spyro: Enter the Dragonfly reçoit des critiques mitigées. Le site francophone Jeuxvideo.com évoque un scénario « qui sent le réchauffé », notamment avec le retour de Ripto comme antagoniste ; il critique la durée de vie limitée du jeu, estimant « qu'en ne prenant pas le temps de tout trouver, on arrive à la fin en moins d'une après-midi ». Le mensuel Consoles + juge qu'hormis la présence des différents souffles de Spyro, il n'y a « rien de nouveau », un avis partagé par GameSpot qui estime que « compte tenu des autres jeux de plates-formes de la génération actuelle, il n'est vraiment pas nécessaire d'envisager un jeu qui saccade plus souvent qu'il n'est fluide »,. Pour IGN, Spyro: Enter the Dragonfly est une simple itération de Spyro: Year of the Dragon, sorti en 2000 sur PlayStation, même s'il reconnaît qu'il y a « multitude de mini-jeux inventifs » : cet opus est ainsi « comme le beurre de cacahuète et la confiture ou les sandwichs au fromage grillé, c'est le plat réconfortant des jeux vidéo. Vous ne serez ni choqué ni surpris par rien de tout cela, mais c'est très amusant si vous avez juste besoin de quelque chose de léger et facile à jouer ». La capture des libellules est également comparée à la quête des Pokémon. Pour Game Informer, cette « aventure est vide de challenge », tandis que selon l'Official Nintendo Magazine, ce titre semble « dépassé et obsolète, car les jeux de plates-formes ont beaucoup évolué en cinq ans », et pas Spyro,.

### Critiques des graphismes
Les graphismes de Spyro: Enter the Dragonfly font l'objet d'avis particulièrement négatifs, en raison de ses nombreux problèmes techniques. Le mensuel français Consoles + regrette qu'ils aient peu évolué : « c'est certes très joli, mais la vieille PlayStation faisait aussi bien ». Jeuxvideo.com déplore que le « temps où Spyro était un gage de qualité » soit révolu et que le passage sur la PlayStation 2 et sur GameCube « desserve totalement la série », pensant que « les développeurs ont gardé le même moteur graphique en se contentant de lisser les textures et en y glissant de nombreux ralentissements ». Concernant ces derniers, le site francophone déplore que chaque mouvement de caméra entraîne un désagrément de l'image qui nuit à la jouabilité. Matthew Gallant pour GameSpot regrette la présence de très nombreux bugs : la détection de collision est défaillante, l'utilisation du souffle de bulles pour attraper les libellules est « pénible », des polygones sont visibles au coin de l'écran, tandis que lorsque Spyro touche à peine une plate-forme volante, celle-ci part dans les airs sans que Spyro ne soit dessus. GameSpot déplore aussi l'animation des personnages secondaires, dont la qualité varie de « décente à franchement mauvaise » : ceux-ci bougent d'avant en arrière tout en rebondissant sur leurs pieds, tandis que leurs bouches bougent sans aucune synchronisation avec les paroles prononcées, et ce, sans regarder Spyro quand ils lui parlent. Douglass C.Perry, pour IGN, constate également les très nombreuses réductions de cadences d'images par seconde et les très longs temps de chargement, alors que les niveaux « ne sont pas beaucoup plus grands » que dans les précédents opus, les ennemis sont peu nombreux et les textures toujours les mêmes. Néanmoins, IGN remarque que les zooms de caméra et les effets de particules sont améliorés, que les hautes étendues d'herbes se balancent d'avant en arrière lorsque Spyro les traverse et que les niveaux sous-marins sont « richement ornés ». L'Official U.S. PlayStation Magazine déplore également des temps de chargement « insensés » et l'Official Nintendo Magazine critique une cadence d'images par seconde « terrible qui gâche ce qui devrait être un bon jeu ». Dans son évaluation du portage pour GameCube, Game Informer déplore également des mondes « pas aussi détaillés » que dans les précédents jeux, une image qui « saute comme sur un disque rayé et des effets spéciaux qui datent de l'Atari Jaguar ».

### Critiques de la bande son
La bande-son de Spyro: Enter the Dragonfly reçoit des critiques globalement positives. Jean-Marc Wallimann pour Jeuxvideo.com retrouve dans les musiques et les bruitages « l'esprit joyeux et entraînant des épisodes précédents », mais estime que la voix française de Spyro « ne correspond plus du tout à sa personnalité, lui enlevant toute l'innocence du joyeux dragon qu'il est ». Douglass C. Perry pour IGN estime que la musique constitue l'un des aspects les plus « agréables » du jeu, remarquant des sonorités « plus douces ». La musique, « apaisante », n'est pas dérangeante même lorsqu'elle est écoutée pendant des heures. IGN apprécie également les effets sonores et les voix des personnages, « cartoonesques, mignons, loufoques et agréables à entendre ». Game Informer loue des bruitages accrocheurs. Enfin, Matthew Gallant pour GameSpot émet une critique plus négative, déplorant que le doublage ait été effectué sans direction ni contexte malgré la présence de doubleurs expérimentés comme Tom Kenny et Billy West. Les dialogues sont également considérés comme « très mauvais » et semblent « clichés et surfaits » : « il est évident que le coordinateur vocal n'était pas à la hauteur de la tâche ».

## Postérité
En 2002, le portage pour GameCube est nommé pour le prix du pire jeu sur GameCube lors des Best and Worst of 2002 Awards de GameSpot aux côtés de Big Air Freestyle, Smashing Drive et Jeremy McGrath Supercross World, qui obtient cette distinction.
En février 2007, une action en justice est intentée devant la Cour suprême de l'État de New York contre Vivendi Games, Sierra Entertainment, Sony Computer Entertainment America et un magasin de location de vidéos en faillite dénommé Hiawatha Video par les parents d'un enfant qui a souffert de crises d'épilepsie après avoir joué à Spyro: Enter the Dragonfly. La plainte déposée affirme que la défense a fait preuve de « négligence, d'insouciance et d'imprudence en ce qui concerne la conception et la fabrication » du jeu. Selon la plainte, l'enfant a subi des blessures invalidantes graves et permanentes qui l'affecteront « dans toutes les activités de la vie quotidienne » et nécessiteront des frais médicaux à vie.